# Gentiana burseri
Gentiana burseri är en gentianaväxtart. Gentiana burseri ingår i släktet gentianor, och familjen gentianaväxter.

## Underarter
Arten delas in i följande underarter:
- G. b. actinocalyx
- G. b. burseri
- G. b. villarsii